# 咏祷司铎班广场
43°46′20.69″N 11°15′23.12″E / 43.7724139°N 11.2564222°E

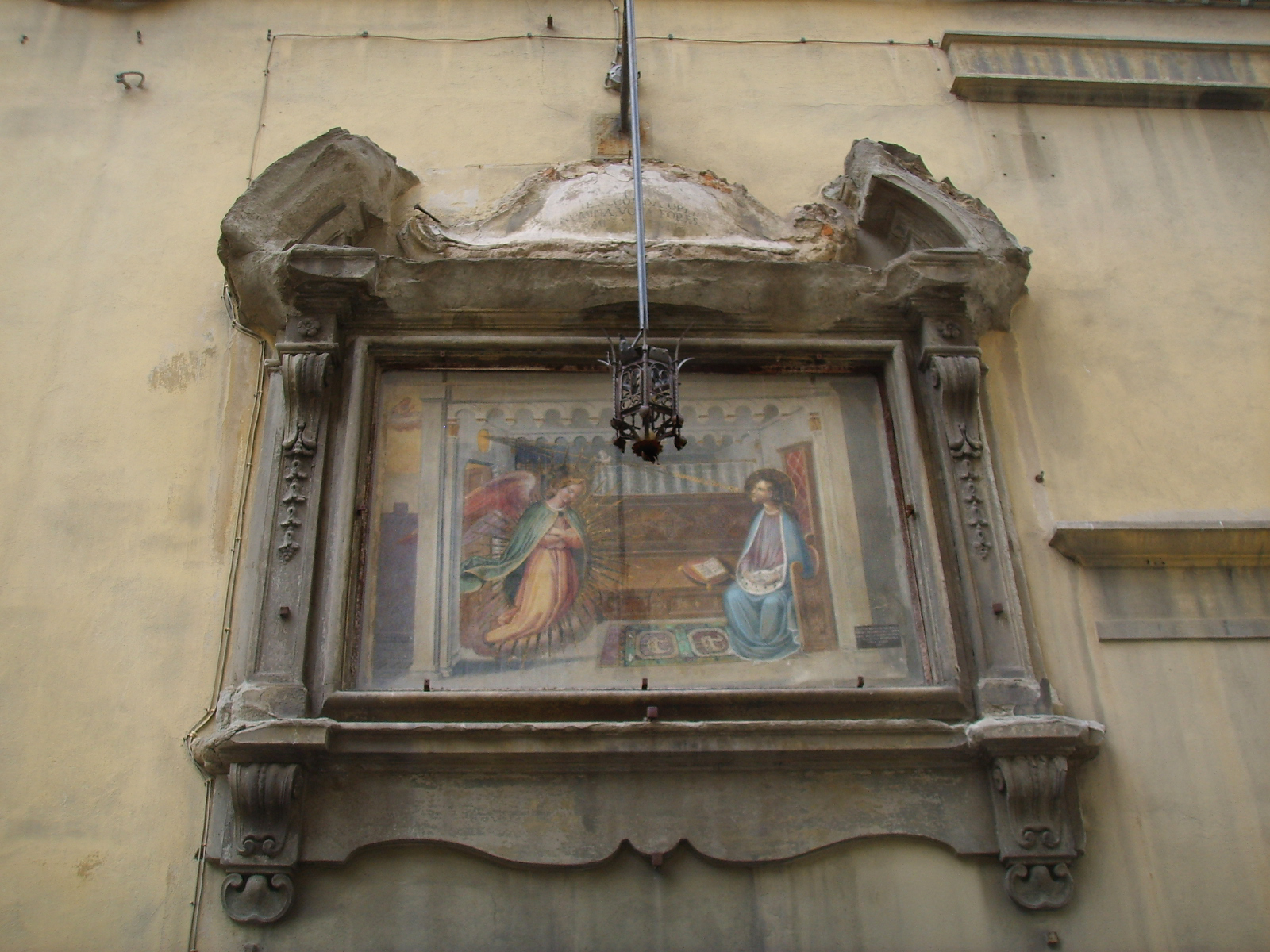

咏祷司铎班广场（Piazza del Capitolo）是意大利佛罗伦萨市中心的一个小广场，位于主教座堂广场南侧，布鲁内莱斯基穹顶的阴影中。广场得名于附属于圣母百花圣殿主教座堂的咏祷司铎班宫。
在十九世纪，由于扩大毗邻的主教座堂广场，拆除了此处一些古老建筑。 
广场上的咏祷司铎班宫原为圣伯多禄堂（Chiesa di San Pietro in Celoro），现在仍然保持教堂的立面。
维斯多米尼家族主宰着这个广场，他们还拥有奥凯街的维斯多米尼塔。天主教佛罗伦萨总教区空缺时，该家族曾拥有管理权。

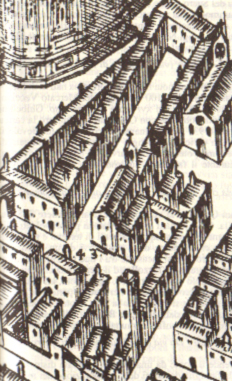
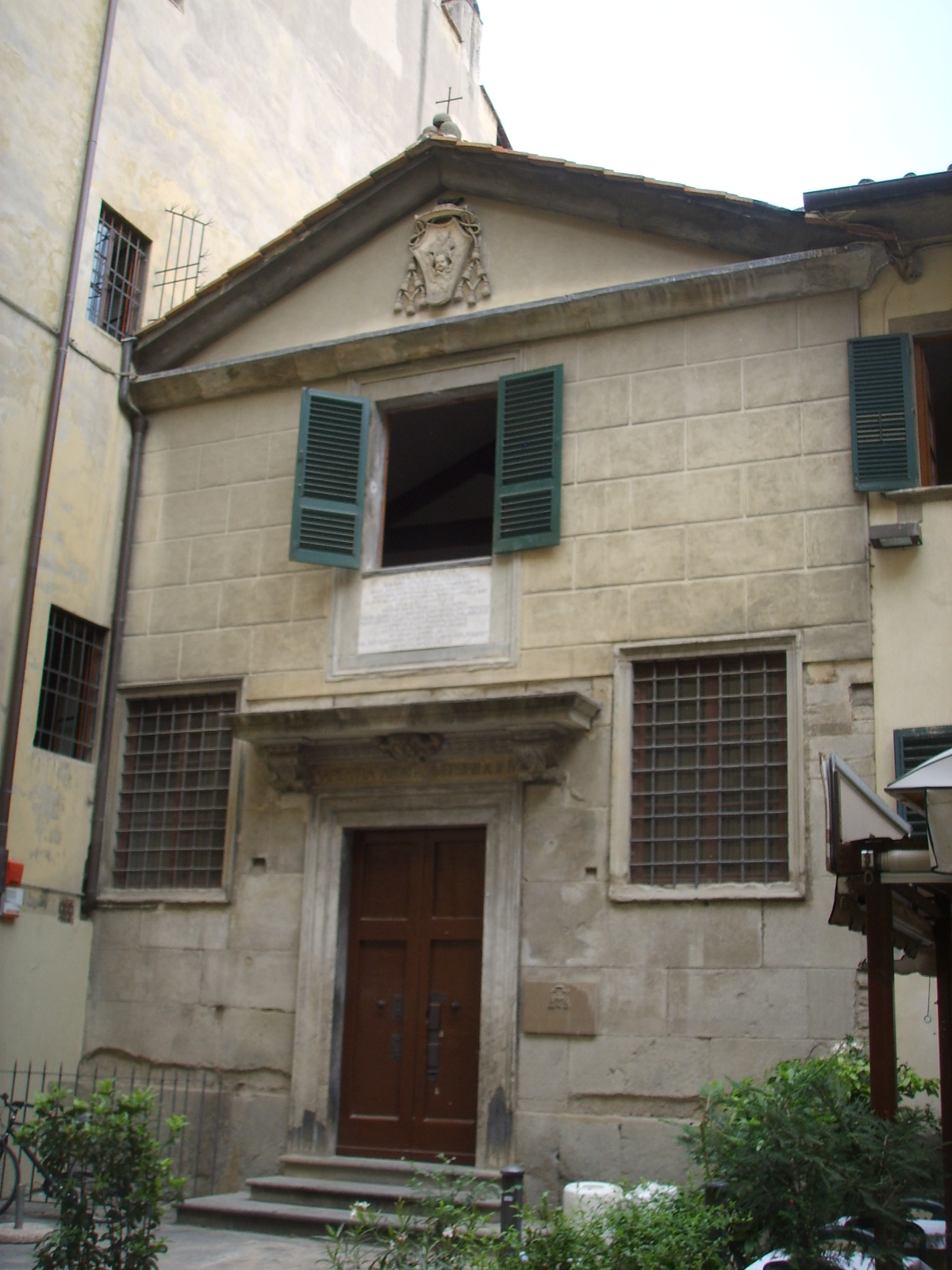
咏祷司铎班宫